# 竹沟镇
竹沟镇是中国河南省驻马店市确山县下辖的一个镇,位于县城西部三十公里处，总面积185平方公里,是中国历史文化名镇,1938年9月底，彭雪枫在『竹沟』创办了《拂晓报》，同年9月30日至11月6日，中共撤销中共中央长江局，在『竹沟镇』建立了以刘少奇为书记的中共中央中原局，统领长江以北的湖北、河南、安徽、江苏地区，因此『竹沟镇』被称为『小延安』。

## 历史沿革
1958年建立红色公社，后改名竹沟公社，1988年改为镇。
2016年10月，入选住建部评选的第一批“中国特色小镇”。

## 资源
- 矿产资源：竹沟镇有『豫南建材基地』之称，已经查明的各种矿藏有23种，其中铁储量100万吨，铅、锌储量240万吨，石灰石、水泥石2.5亿吨，莹石10万吨，石英石90万吨，花岗岩、大理石储量3亿立方米。
- 中药资源：盛产热参、何首乌、柴胡、桔梗、徐长卿、半支莲、白花蛇舌草，确山全蝎等十多种名贵中药材，被联合国工业发展组织确定为无公害生产基地，是国家级优质万亩中药材生产基地。
- 水资源：有较大河流6条，中型水库2座、小型水库3座，坑塘坝452处。

## 交通
省道君二路、商桐路呈“十”字型在竹沟镇交汇，阜南高速公路（阜阳--南阳）横贯全境，距离新郑国际机场2小时的车程。

## 旅游
基于竹沟镇在中共历史上的重要性，该镇被中共称为革命圣地，因此该地主要以红色旅游为主。建有有『竹沟革命纪念馆』和『竹沟烈士陵园』供人观赏和缅怀。同时该镇政府机构还声称从2010年开始,用三年时间把『竹沟』打造成『天中名镇』和『全国知名红色旅游景区』,并且要把『竹沟革命纪念馆』创建国家4A级景区。

## 行政区划
现辖：
竹沟村、西李楼村、杨庄村、陈楼村、后李河村、匡庄村、堰塘村、河东村、关沟村、徐庄村、肖庄村、四棵树村、西王楼村、鲍棚村和王岗村。

## 中国传统村落
2013年8月，竹沟村被评为第二批中国传统村落。